# بيرتي بلاكمان
بيرتي بلاكمان (بالإنجليزية: Bertie Blackman)‏ هي مغنية مؤلفة أسترالية، ولدت في 1982.

## وصلات خارجية
- الموقع الرسمي
- بيرتي بلاكمان على موقع IMDb (الإنجليزية)
- بيرتي بلاكمان على موقع ميوزك برينز (الإنجليزية)
- بيرتي بلاكمان على موقع أول ميوزيك (الإنجليزية)
- بيرتي بلاكمان على موقع ديسكوغز (الإنجليزية)